# Culleredo
Culleredo település Spanyolországban, A Coruña tartományban. Culleredo A Coruña, Arteixo, A Laracha, Cerceda, Carral, Cambre és Oleiros községekkel határos. Lakosainak száma 31 085 fő (2024).

## Népesség
A település népessége az utóbbi években az alábbiak szerint változott:
| Lakosok száma | 22 076 | 24 640 | 26 547 | 28 227 | 29 207 | 29 434 | 29 638 | 30 402 | 30 758 | 31 085 |
|               | 2001   | 2004   | 2006   | 2009   | 2011   | 2014   | 2016   | 2019   | 2021   | 2024   |